# Kreuzzug von 1101
Als Kreuzzug von 1101 werden drei verschiedene militärische Unternehmen zusammengefasst, die infolge des erfolgreichen Ersten Kreuzzugs organisiert und durchgeführt wurden. Papst Paschalis II., Nachfolger Urbans II. wollte mit einem neuerlichen Kreuzzug einem Ruf nach Verstärkungen für das wenige Monate zuvor errichtete Königreich Jerusalem nachkommen. Er sprach insbesondere diejenigen an, die entweder trotz eines geleisteten Gelübdes nicht am Ersten Kreuzzug teilgenommen hatten, oder aber noch vor dem Erreichen Jerusalems wieder umgekehrt waren. Einige dieser Leute sahen sich in ihrer Heimat der Verachtung und einem enormen Druck ausgesetzt, in den Osten zurückzukehren. Adela, die Ehefrau Stephans II. von Blois, war so beschämt über die Flucht ihres Mannes von der Belagerung Antiochias 1098, dass sie ihm nicht erlaubte, zu Hause zu bleiben.

## Die Lombarden

Der Verlauf des Kreuzzuges. Dabei wurde Ankara erobert, während die Belagerungen von Konya und Gangra erfolglos verliefen.

Im September 1100 verließ eine große Gruppe Lombarden Mailand, zumeist im Kampf ungeübte Kleinbauern, die vom Erzbischof von Mailand, Anselm IV., angeführt wurden. Als sie das Gebiet des Byzantinischen Reichs erreicht hatten, plünderten sie unbekümmert das Land, so dass der byzantinische Kaiser Alexios I. Komnenos sie bis zu einem Lager außerhalb Konstantinopels eskortieren ließ. Von dort aus brachen sie in die Stadt auf, wo sie den Blachernen-Palast plünderten. Der Kaiser ließ die Lombarden schnell auf die andere Seite des Bosporus bringen, wo sie sich bei Nikomedia niederließen, um auf Verstärkung zu warten.
In Nikomedia stieß im Mai eine kleinere, aber besser bewaffnete Gruppe von Franzosen, Burgundern und Deutschen unter Stephan von Blois, Stephan von Burgund, Odo von Burgund und Konrad, dem Konstabler Kaiser Heinrichs IV., zu ihnen. Hinzu kam noch Raimund IV. von Toulouse, einer der Anführer des Ersten Kreuzzugs, der nun in Diensten des byzantinischen Kaisers stand und zum obersten Anführer ernannt wurde. Alexios ließ sie von einer Truppe petschenegischer Söldner unter dem Kommando des General Tzitas begleiten.
Ende Mai marschierte diese Menschenmenge Richtung Doryläum, wobei sie der Route folgten, die Raimund und Stephan bereits 1097 gewählt hatten. Sie planten, ihren Weg über Iconium fortzusetzen, aber die Lombarden, deren Volksstärke alle anderen Kontingente an Zahl übertraf, waren entschlossen, nördlich nach Niksar zu gehen, wo Bohemund von Tarent von den Danischmenden festgehalten wurde. Nach der Eroberung Ankaras am 23. Juni und der Rückgabe der Stadt an Alexios wandten sich die Kreuzfahrer nach Norden, wo sie umgehend von den Rum-Seldschuken angegriffen wurden. Die Türken schikanierten die Kreuzfahrer wochenlang; eine Gruppe, die Lebensmittel besorgte, wurde im Juli bei Kastamonu vernichtet.

### Schlacht von Mersivan
Nachdem die Lombarden ihren Fehler erkannt hatten, wandte sich die ganze Armee nach Osten und fiel in das Gebiet der Danischmenden ein. Die Seldschuken unter Kilij Arslan I., der ihre Uneinigkeit als Grund dafür ausgemacht hatte, dass sie den Ersten Kreuzzug nicht stoppen konnten, verbündeten sich nun mit den Danischmenden und Ridwan von Aleppo. Anfang August trafen die Kreuzfahrer auf die alliierten muslimischen Truppen bei Mersivan. Die Kreuzfahrer waren in fünf Gruppen aufgeteilt: Burgunder, Raimund und die Byzantiner, die Deutschen, die Franzosen und die Lombarden. Die Lombarden als Vortrupp wurden geschlagen, die Petschenegen desertierten, die Franzosen und die Deutschen mussten sich zurückziehen. Raimund wurde auf einem Felsen umstellt und von Stephan und Konrad gerettet. Die Schlacht ging am nächsten Tag weiter, das Lager der Kreuzfahrer wurde erobert, die Ritter flohen und ließen Frauen, Kinder und Priester zurück, die getötet oder versklavt wurden. Die meisten Lombarden, die keine Pferde hatten, wurden bald von den Türken aufgespürt und getötet. Raimund, Stephan von Blois und Stephan von Burgund flohen nach Sinope im Norden und kehrten mit einem Schiff nach Konstantinopel zurück.

## Die Nivernaiser
Kurz nachdem die Lombarden Nicomedia verlassen hatten, kam eine weitere Armee unter Wilhelm II. von Nevers in Konstantinopel an. Sie hatten von Bari aus über die Adria gesetzt und das Byzantinische Reich durchquert, ohne dass es zu Zwischenfällen kam. Wilhelm brach schnell wieder auf, um auf die anderen zu treffen, fand sie aber nicht, obwohl beide Armeen mehrmals sehr nahe beieinander gewesen sein müssen. Er belagerte kurz Iconium, konnte es aber nicht erobern, und geriet bald darauf bei Herakleia in einen Hinterhalt Kilij Arslans, der soeben die Lombarden in Mersivan geschlagen hatte und darauf drängte, diese neue Armee so schnell wie möglich ebenfalls zu vertreiben. Bei Heraklea wurde fast die ganze Truppe Wilhelms ausgelöscht, mit Ausnahme von Wilhelm und einigen seiner Leute. Wilhelm von Nevers floh daraufhin nach Tarsus.

## Die Franzosen und die Bayern
In dem Moment, in dem Wilhelm II. Konstantinopel verließ, traf dort eine dritte Armee ein, die unter dem Befehl von Wilhelm IX. von Aquitanien, Hugo von Vermandois (einer derjenigen, die ihr Gelübde aus dem Ersten Kreuzzug nicht erfüllt hatten) und Welf IV. von Bayern stand. In ihrer Begleitung war Ida von Österreich, die Mutter Leopolds III. von Österreich. Sie hatten auf dem Weg byzantinisches Gebiet geplündert und ein Gefecht mit deswegen von Byzanz ausgesandten petschenegischen Söldnern konnte nur knapp durch Eingreifen von Wilhelm IX. und Welf IV. verhindert werden.
In Konstantinopel teilte sich die Armee in zwei Teile. Der eine reiste direkt per Schiff nach Palästina; unter ihnen war auch der Chronist Ekkehard von Aura. Der andere nahm den Landweg, erreichte im September Heraklea und wurde dort, wie die vorherige Armee, in einem Hinterhalt Kilij Arslans vernichtet. Wilhelm und Welf konnten fliehen, aber Hugo wurde tödlich verwundet. Die Überlebenden erreichten schließlich Tarsus, wo Hugo am 18. Oktober starb. Ida verschwand während des Hinterhalts und wurde wahrscheinlich getötet. Spätere Legenden behaupten hingegen, sie sei gefangen genommen worden und sei die Mutter des Zengi, eines bedeutenden Feindes der Kreuzfahrer in den 1140er Jahren, geworden.

## Weiterreise nach Jerusalem
Die Überlebenden sammelten sich in Tarsus. Raimund von Toulouse traf mit den Überlebenden aus Sinope später ebenfalls ein. Unter seinem Kommando eroberten sie dann mit genuesischer Hilfe Tortosa, doch war der Kreuzzug jetzt mehr eine Pilgerreise. Ende 1101 wurde Antiochia erreicht, Ostern 1102 Jerusalem.

## Wirkung
Nachdem die Kreuzfahrer Jerusalem erreicht hatten, gingen viele einfach wieder nach Hause, da sie kein anderes Ziel hatten, als ihr Gelübde zu erfüllen. Andere halfen König Balduin I. bei der Verteidigung des Landes gegen eine ägyptische Invasion bei Ramla. Stephan von Blois wurde in dieser Schlacht getötet, wie auch Hugo von Lusignan, Ahnherr der späteren Dynastie Lusignan in Jerusalem und Zypern. Joscelin von Courtenay blieb im Land und wurde 1118 Graf von Edessa.
Der Sieg über die Kreuzfahrer erlaubte Kilij Arslan, seine Hauptstadt nach Iconium zu verlegen. Darüber hinaus zeigte diese Niederlage der muslimischen Welt, dass die Kreuzfahrer durchaus nicht unschlagbar waren, wie es noch während des Ersten Kreuzzugs geschienen hatte. Die Kreuzfahrer und Byzantiner machten die jeweils andere Seite für die Niederlage verantwortlich, keiner von beiden war aber in der Lage, eine sichere Route durch Anatolien zu gewährleisten, wo Kilij Arslan seine Stellung nunmehr gestärkt hatte. Die einzige offene Route ins Heilige Land war die über See, wovon wiederum die italienischen Städte profitierten. Das Fehlen der sicheren Straßenverbindung kam auch dem Fürstentum Antiochia zugute, wo Tankred, der für seinen Onkel Bohemund regierte, seine Macht ohne Störungen aus Byzanz konsolidieren konnte.
Auch der Zweite Kreuzzug erlitt bei dem Versuch, Anatolien zu durchqueren, ein ähnliches Schicksal wie der Kreuzzug von 1101.